# Tab Baker
Terrence Alonzo Baker (Chicago (Illinois), 15 de noviembre de 1960 – 9 de agosto de 2010) fue un actor estadounidense.

## Biography
Baker se graduó en la Universidad Marquette de Milwaukee. Baker fue actor durante 30 años y trabajó indiferentemente en el teatro, cine y televisión. entre sus trabajos destacan Prison Break, Cupid, Urgencias y Early Edition. También intervino en películas como He also acted in films such as Gladiator y La cosecha de hielo (The Ice Harvest). Baker dio clases de actuación en el Columbia College y en el Act One Studios.

## Filmografía
- Muerte de un presidente (Death of a President) (2006) de Gabriel Range
- Más extraño que la ficción (Stranger than Fiction) (2006) de Marc Forster
- Prison Break (2 episodios, 2005–2006)
- La cosecha de hielo (The Ice Harvest) (2005) de Harold Ramis
- Urgencias (ER) (1 episodio, 2001)
- Dos colgados en Chicago: Los visitantes cruzan el charco (Just Visiting) (2001) de Jean-Marie Poiré
- Espera al último baile (Save the Last Dance) (2001) de Thomas Carter
- Cupid (1 episodio)
- Hampones (Hoodlum) (1997) de Bill Duke
- Due South (1 episodio 1996)
- Gladiator (1992) de Rowdy Herrington